# Walter Kramer

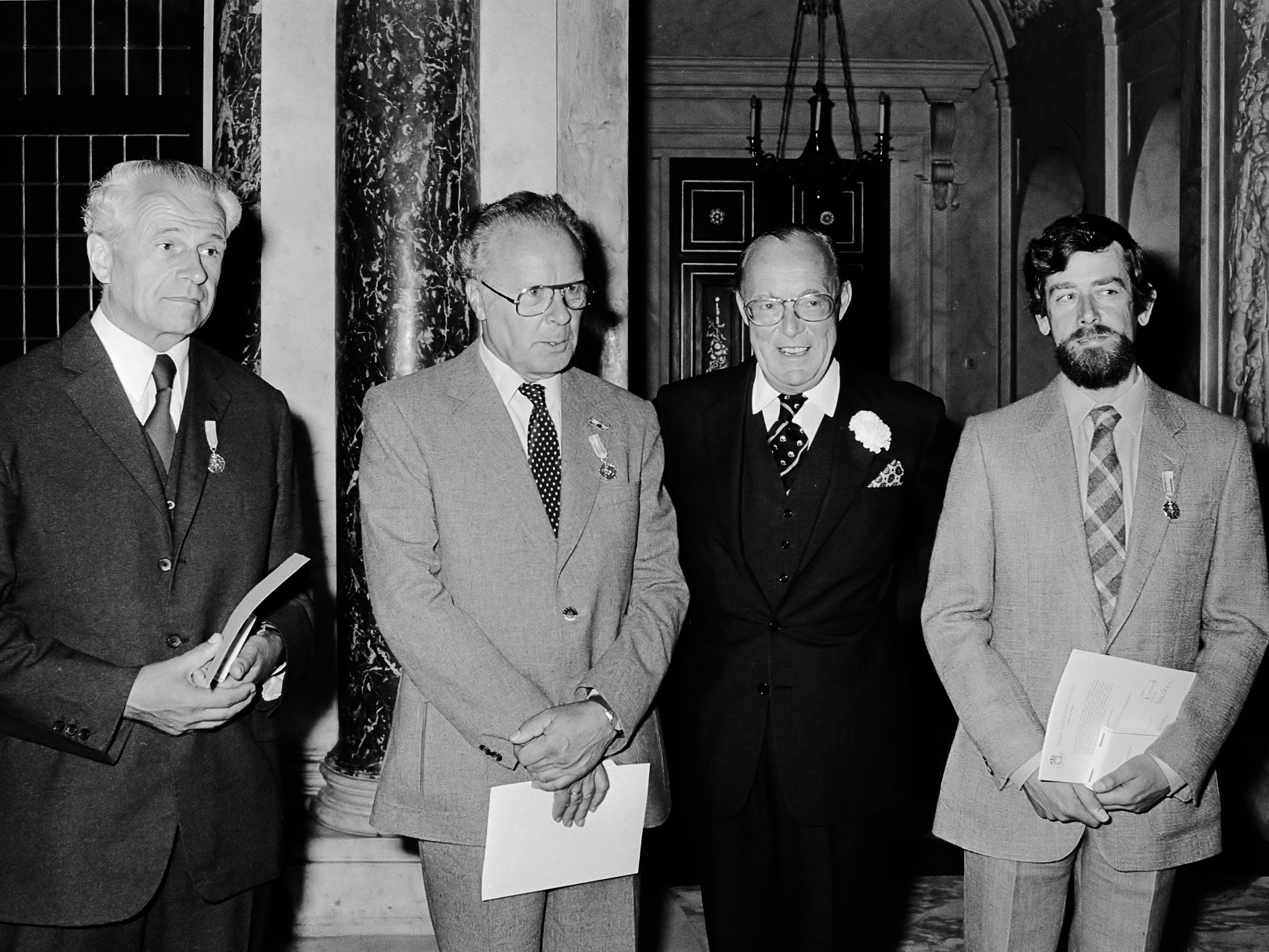
Prins Bernhard reikt de Zilveren Anjers uit. Rechts Walter Kramer. (1979)

Walter Kramer (Amsterdam, 25 mei 1937 — Amersfoort, 27 maart 2010) was een Nederlands restauratiearchitect.

## Biografie
Hij was zoon van Maria Kort en Henri Marinus Kramer, schrijver bij de Raad van Arbeid. Hijzelf trouwde in 1968 met Pieterke Roelofje Hoving.
Kramer wilde eigenlijk een opleiding in de elektrotechniek gaan volgen maar kwam door een toeval terecht op bouwkunde. Na zijn studie werkte hij onder meer bij monumentenzorg in Zeist, Amsterdam, Den Bosch en Amersfoort. Daar schrok hij van de slechte staat van onderhoud waarin de meeste monumenten verkeerden. Op 23 februari 1973 richtte hij samen met restauratieaannemer Yde Schakel de Monumentenwacht op, een dienst die de (20.000) aangesloten bouwwerken jaarlijks komt inspecteren en dan adviseert over preventief onderhoud. Zelf was hij van 1973 tot 1978 voorzitter en daarna erevoorzitter. Hun eerste grote taak bestond vermoedelijk uit constante kleine reparaties aan de kerken in Groningen en Friesland. Ook stond hij aan de wieg van het tijdschrift Monumenten, het Nationaal Restauratie Centrum en de Vakgroep Restauratie. 
Kramer werd vanaf 1976 als zelfstandig architect bekend van grote restauraties in Amsterdam, zoals de Waag, de Noorderkerk, de Munttoren, de Beurs van Berlage en het geboortehuis van Jacob Olie aan de Zandhoek. Buiten Amsterdam restaureerde hij onder meer kasteel Nederhemert in de Bommelerwaard, het tolhuis te Gorinchem, de Hampoort in Grave en een aantal kerken. De grote projecten beschreef hij in boeken, waarvan hij steevast het eerste exemplaar niet uitreikte aan een bobo maar aan een van de medewerkers aan het project.
De kroon op zijn werk en tevens zijn laatste opdracht was tussen 2002 en 2007 de Amsterdamse Westertoren, de eerste volledige restauratie van het beroemde bouwwerk van Hendrik de Keyser, bijna vier eeuwen na de bouw. Toen op 19 december 2006 het steigerdoek werd weggehaald van het bovenste gedeelte, de keizerskroon, ging er een schok door de stad. De goudgele muts onder de kroon was blauw geschilderd. Kramer had ontdekt dat dit drie eeuwen lang de kleur was geweest en het oorspronkelijke beeld hersteld.

## Eerbewijzen
- In 1979 ontving Walter Kramer de Zilveren Anjer van het Prins Bernhard Cultuurfonds.
- In 1995 werd hij benoemd tot Officier in de Orde van Oranje Nassau.

- Bibliothèque nationale de France: cb13618553q (data)
- Biografisch Portaal: 78961721
- Gemeinsame Normdatei: 188478280
- International Standard Name Identifier: 0000 0000 2297 5504
- Library of Congress Control Number: n00086205
- Nationale Bibliotheek van Tsjechië: xx0252840
- Nederlandse Thesaurus van Auteursnamen: 072793694
- RKD-Nederlands Instituut voor Kunstgeschiedenis: 262788
- Système universitaire de documentation: 079058191
- Virtual International Authority File: 39552224
- WorldCat: E39PBJqKbm83d3gp7tFQRwwXBP